# اورتاکوی
اورتاکوی (به ترکی استانبولی: Ortaköy) (به معنای «روستای میانی»)، محله‌ای در شهرداری و ناحیهٔ بشیکتاش، در استان استانبول، ترکیه است. جمعیت آن در سال ۲۰۲۴ برابر با ۹٬۱۲۱ نفر است. این محله در کرانهٔ اروپایی تنگهٔ بسفر قرار دارد.
در دوران امپراتوری عثمانی و دهه‌های نخست جمهوری ترکیه، اورتاکوی محله‌ای چندقومیتی با ساکنانی از میان ترک‌ها، یونانی‌ها، ارمنی‌ها و یهودیان بود. امروزه با اینکه کنیسه‌ای یهودی و کلیسایی ارتدوکس یونانی در این محله همچنان پابرجاست، ولی جمعیت آن تقریباً به‌کلی ترک و مسلمان است. این منطقه امروزه یکی از نقاط گردشگری پرطرفدار استانبول است و دارای نگارخانه‌های هنری کوچک، باشگاه‌های شبانهٔ گران‌قیمت، کافه‌ها، بارها و رستوران‌هاست.
در اورتاکوی چند نهاد آموزشی معتبر نیز قرار دارند، از جمله دبیرستان پسرانهٔ کاباتاش و دانشگاه گالاتاسرای.
در این منطقه ایستگاه تراموا یا مترو وجود ندارد. با آنکه بسیاری از خطوط اتوبوس از جادهٔ ساحلی عبور کرده و به این محله می‌رسند، اما اورتاکوی یکی از گره‌های پرترافیک، به‌ویژه در تعطیلات آخر هفته به‌شمار می‌رود.

## تاریخ
اورتاکوی در دوران بیزانس و عثمانی نقشی مهم در زندگی روزمرهٔ شهر ایفا می‌کرد. در سدهٔ شانزدهم، سلطان سلیمان قانونی ترک‌ها را تشویق به سکونت در این محله کرد و این آغاز حضور ترکی در محله‌ای بود که پیش‌تر بیشتر ساکنانش یونانی بودند. یکی از کهن‌ترین بناهای اورتاکوی حمامی است که در سال ۱۵۵۶ توسط معمار مشهور عثمانی معمار سنان ساخته شد (این حمام دیگر فعال نیست).
در سدهٔ نوزدهم، نویسندهٔ بریتانیایی امیلیا هورنبی خانه‌ای را در اورتاکوی اجاره کرد و در کتاب خود با عنوان استانبول در زمان جنگ کریمه (چاپ ۱۸۶۳) توصیف زنده‌ای از زندگی در این محل به‌جای گذاشت.
پس از تأسیس اسرائیل در سال ۱۹۴۸، بیشتر یهودیان اورتاکوی به آنجا مهاجرت کردند. پوگروم استانبول (۱۹۵۵) نیز سبب مهاجرت بسیاری از یونانی‌ها و ارمنی‌های این محله شد. امروزه فقط شمار اندکی از غیرمسلمانان در اورتاکوی باقی مانده‌اند.
معمار آلمانی برونو تات در خانه‌ای بر فراز تپه‌های اورتاکوی زندگی می‌کرد که در طراحی آن ترکیبی از سبک‌های معماری ژاپنی و اروپایی دیده می‌شد، نشانه‌ای از زندگی او در تبعید.

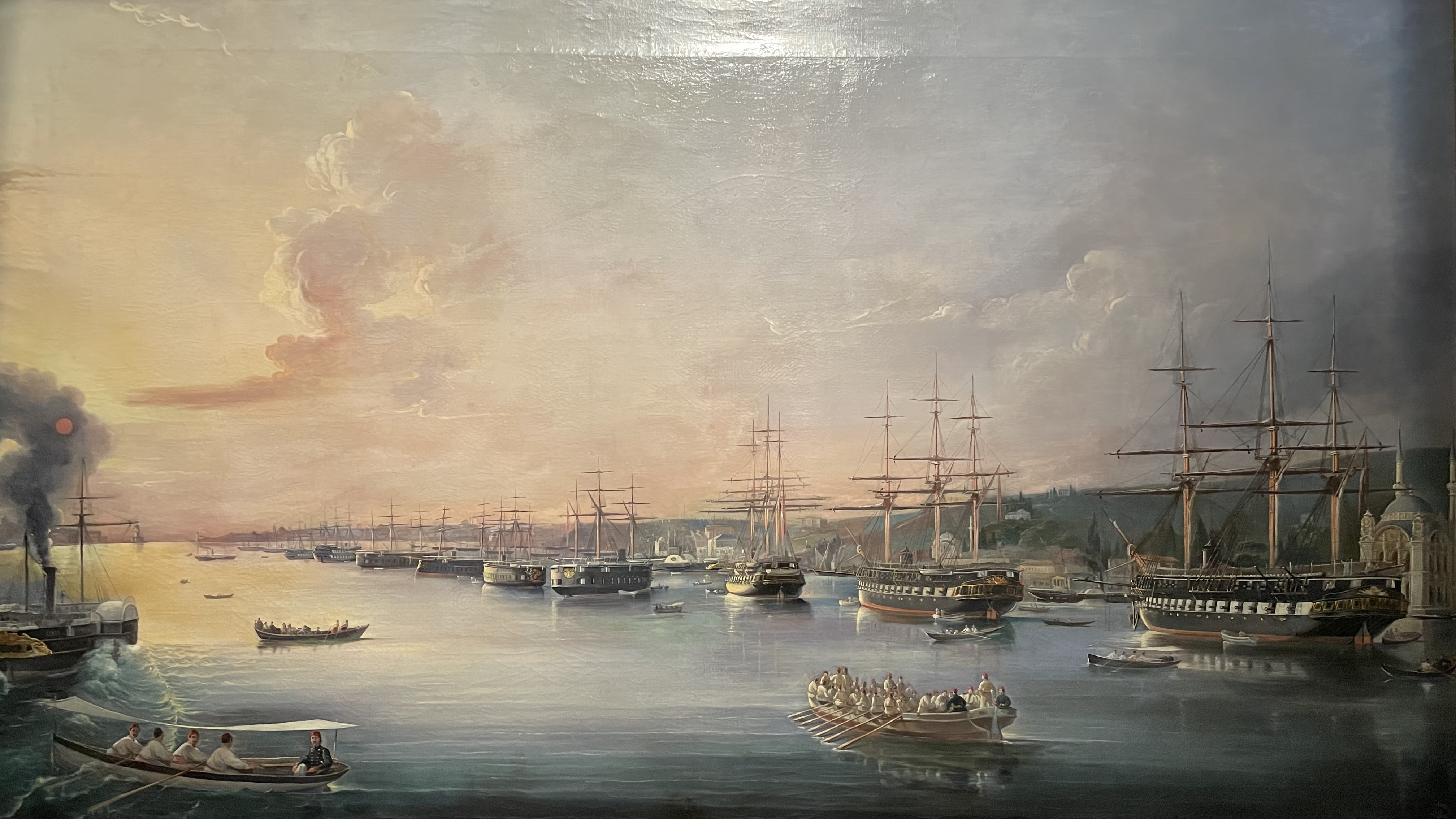
نقاشی‌ای از ناوگان دریایی امپراتوری عثمانی در اورتاکوی

جرج دبلیو بوش در جریان نشست ناتو در ۲۰۰۴ در دانشگاه گالاتاسرای اورتاکوی سخنرانی کرد.

### تروریسم
در ۱ ژانویهٔ ۲۰۱۷، باشگاه شبانهٔ «رینا» در اورتاکوی هدف حمله تروریستی قرار گرفت. در این حمله، که هنگام جشن سال نو روی داد، ۳۹ نفر جان خود را از دست دادند. این باشگاه در ماه مه ۲۰۱۷ تعطیل و تخریب شد.

## دیدنی‌ها

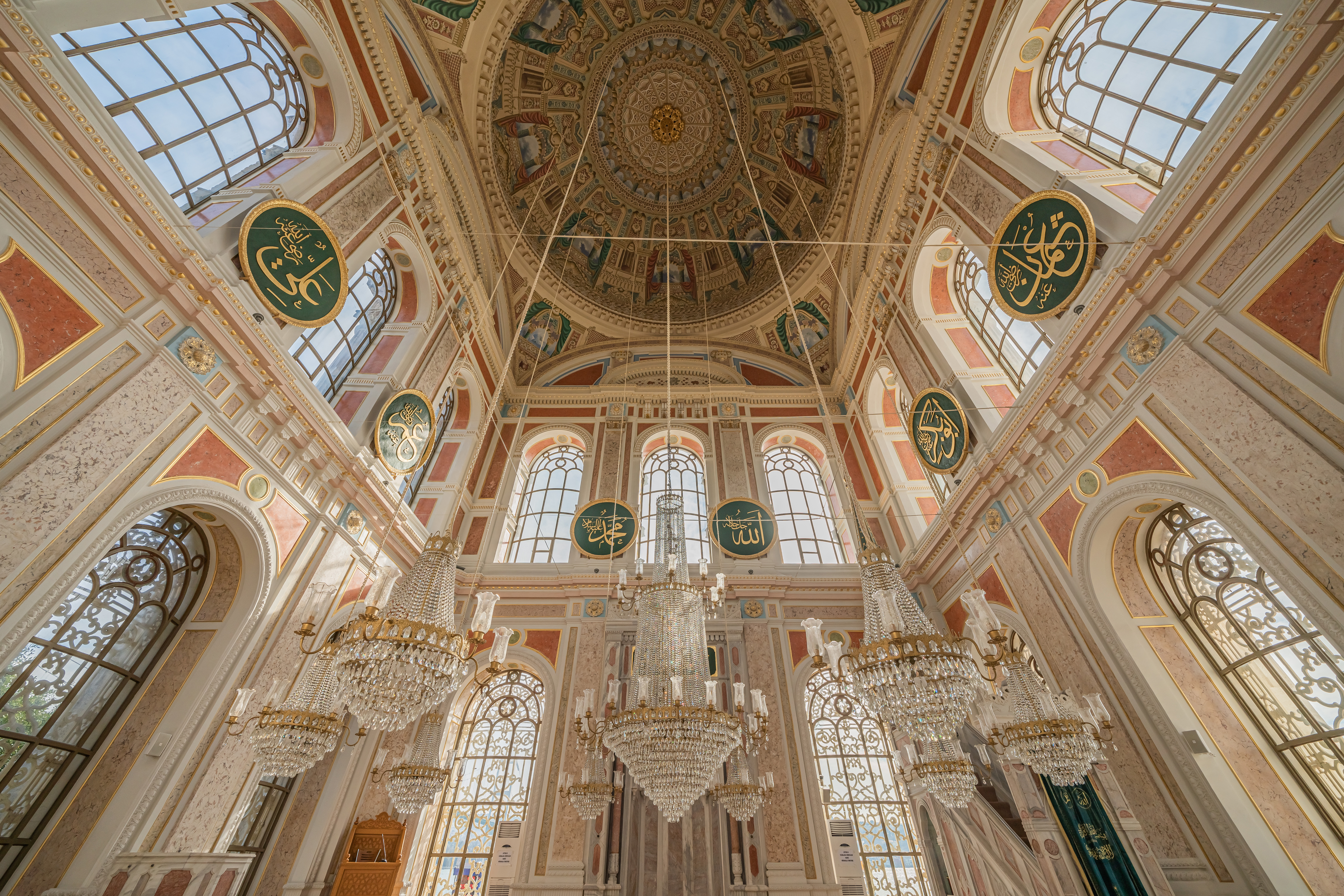
فضای داخلی مسجد اورتاکوی

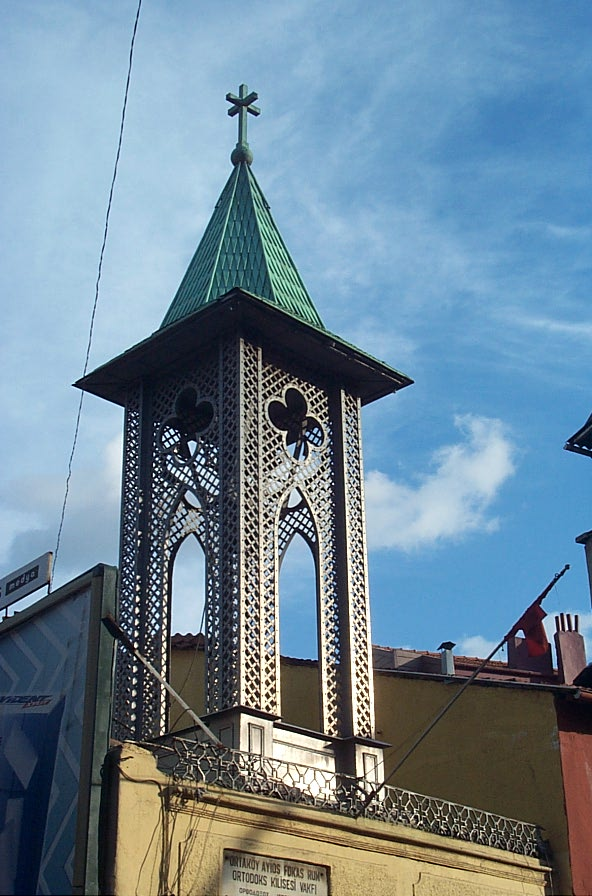
کلیسای سن فوکاس در اورتاکوی

مسجد اورتاکوی یکی از شاخص‌ترین بناهای سبک نوزایی باروک است که در کرانهٔ بسفر و در معرض دید قایق‌های عبوری قرار دارد. نخستین مسجد در این محل در سدهٔ هجدهم ساخته شد، اما مسجد کنونی به دستور سلطان عبدالمجید یکم و با طراحی پدر و پسری از خانوادهٔ بالیان یعنی گارابت آمیره بالیان و نیگوغایوس بالیان، بین سال‌های ۱۸۵۴ تا ۱۸۵۶ در سبک نوزایی باروک ساخته شد. 

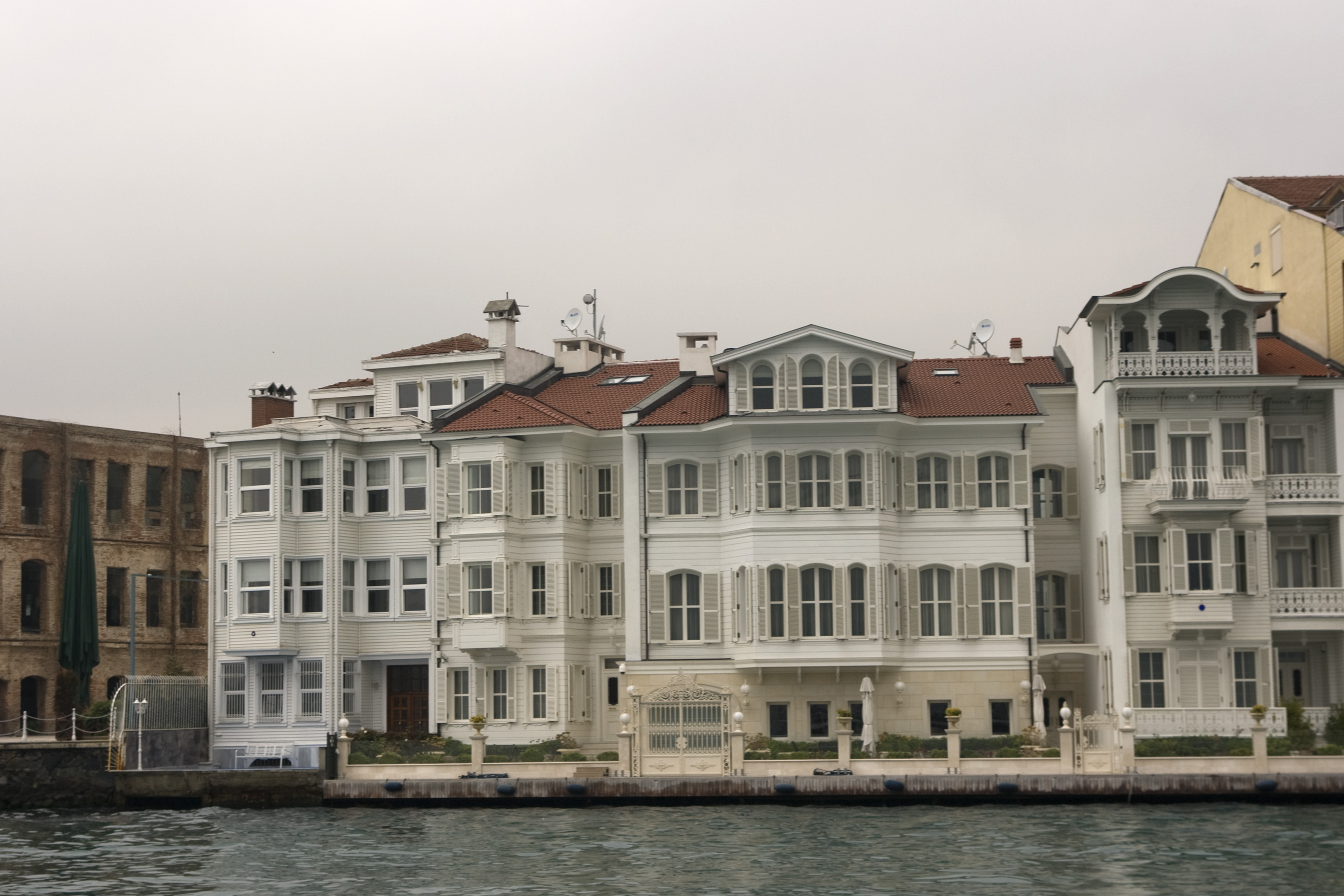
خانه‌های سنتی اورتاکوی در بشیکتاش، دیده‌شده از بسفر

 این مسجد بسیار نزدیک به پایهٔ اروپایی پل بسفر (که اکنون رسماً پل شهدای ۱۵ ژوئیه نامیده می‌شود) قرار دارد؛ یکی از سه پلی که استانبول اروپایی و آسیایی را به هم متصل می‌کنند.

عمارت اسما سلطان (۱۸۷۵) نیز در نزدیکی پل بسفر واقع شده‌است. این یالی مربوط به دوران عثمانی، هدیهٔ ازدواج اسما سلطان (دختر عبدالعزیز) از سوی پدرش سلطان عبدالعزیز بود. این عمارت در سال ۱۹۷۵ در آتش سوخت و در دههٔ ۱۹۹۰ توسط گروه هتل‌های مارمارا بازسازی شد. این بنا در سال ۲۰۰۱ به‌عنوان تالار چندمنظورهٔ برگزاری مراسم افتتاح شد. نمای سوخته و تاریخی ساختمان حفظ شده، و درون آن با طراحی امروزی نوسازی شده‌است، که تضادی جالب ایجاد می‌کند. 

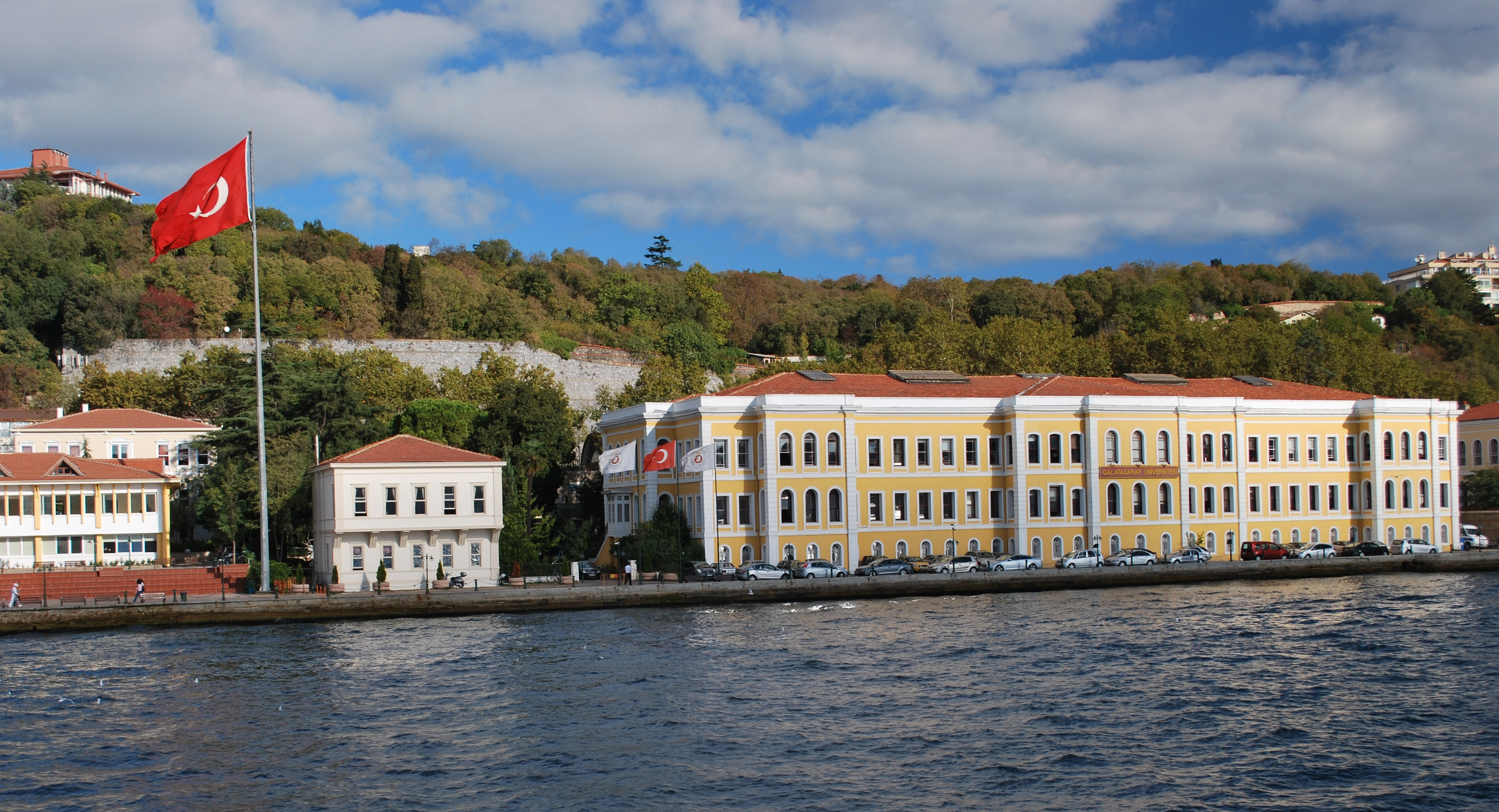
نمایی از دانشگاه گالاتاسرای از بسفر

### کاخ چراغان

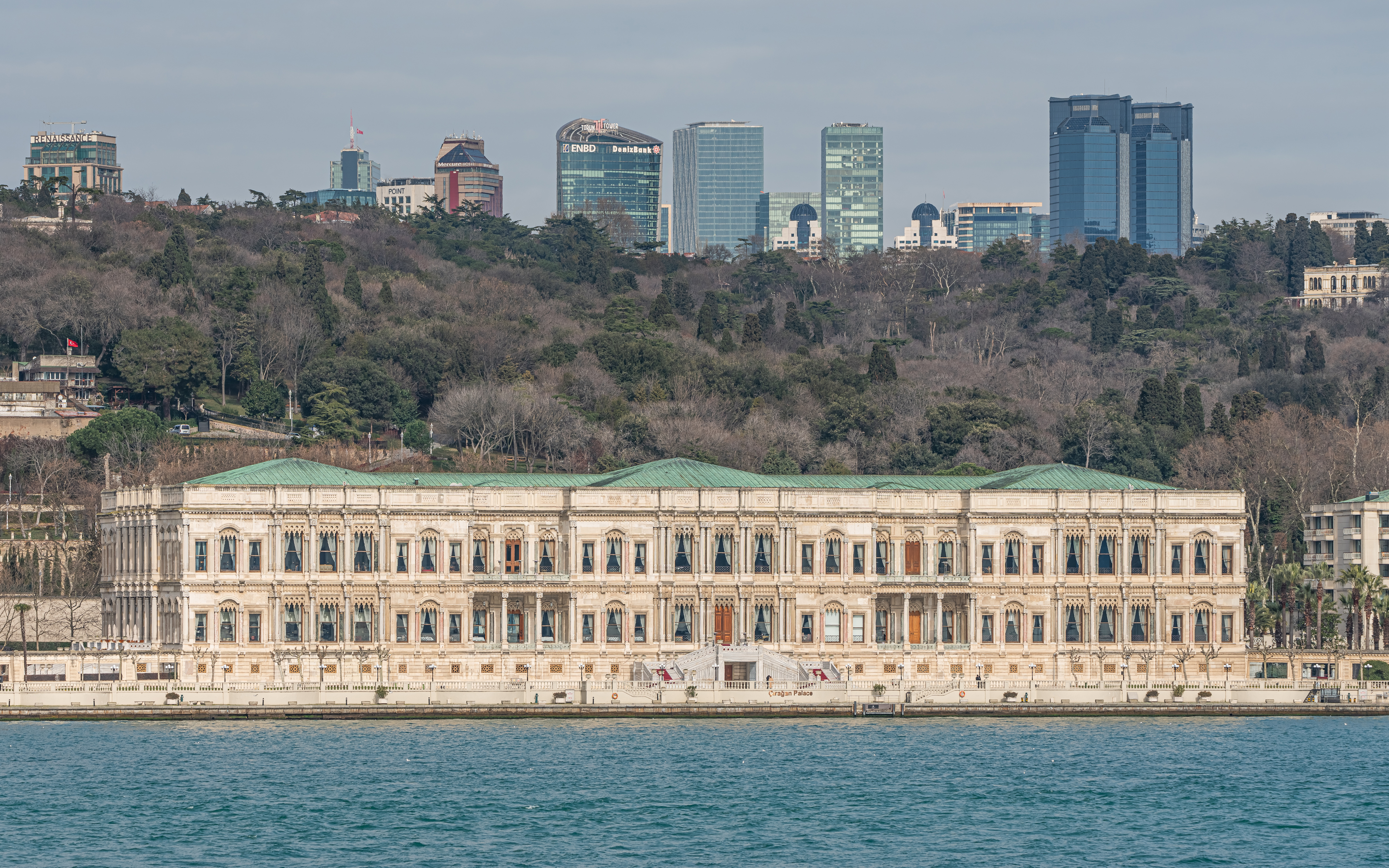
نمایی از کاخ چراغان از سمت بسفر

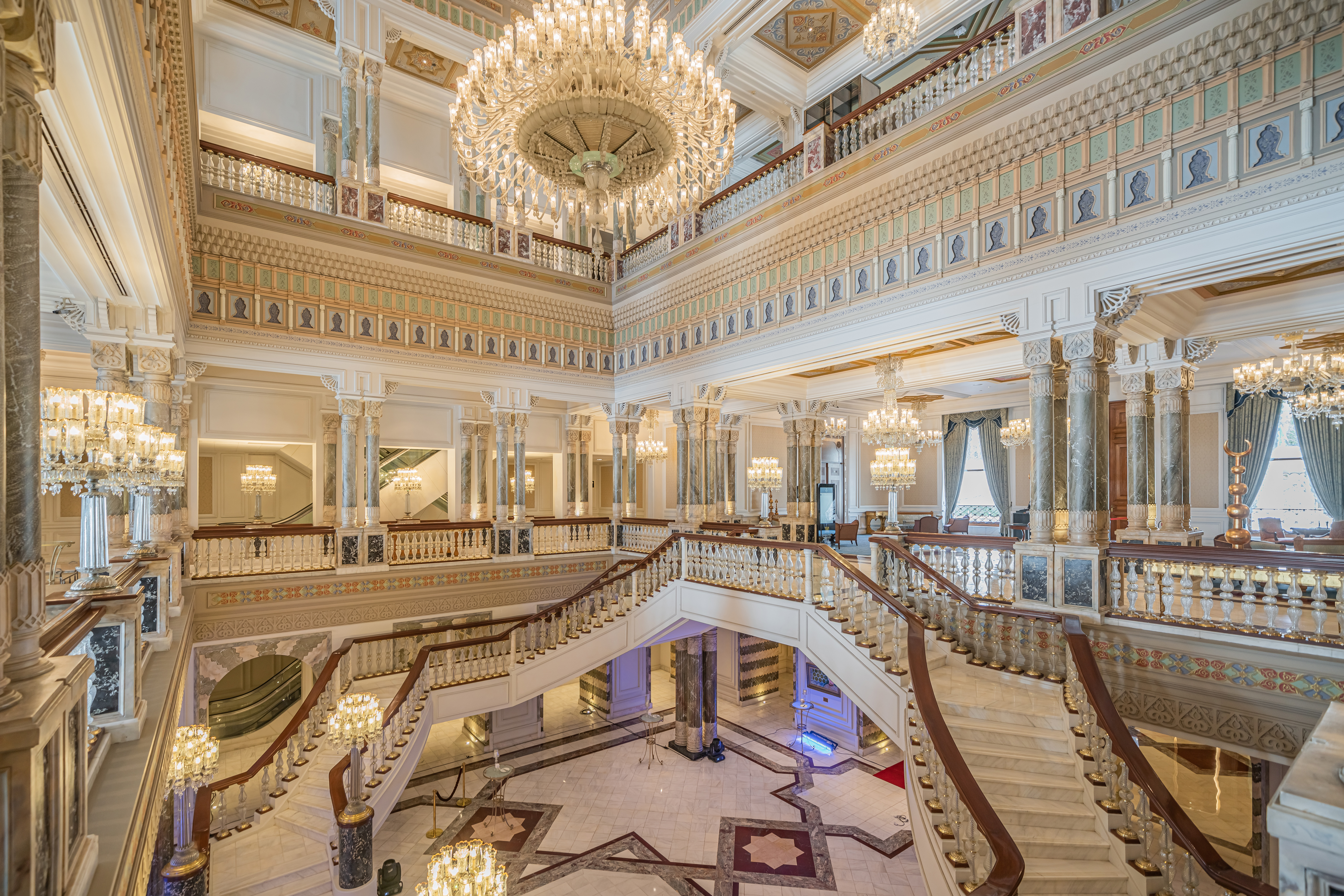
فضای داخلی کاخ چراغان

سلطان عبدالعزیز در سال ۱۸۷۱ کاخ چراغان را در ساحل بسفر میان بشیکتاش و اورتاکوی ساخت. او مدتی در این کاخ سکونت داشت و بعدها این کاخ به محل حبس دیگر اعضای خانوادهٔ سلطنتی تبدیل شد. پس از آن، این کاخ برای مدتی به‌عنوان مقر مجلس عثمانی استفاده می‌شد تا اینکه در سال ۱۹۱۰ در آتش‌سوزی آسیب دید. در دههٔ ۱۹۸۰ بازسازی شد و امروزه به‌عنوان هتل لوکس کاخ چراغان کمپینسکی استانبول فعالیت می‌کند، یکی از مجلل‌ترین هتل‌های استانبول. 

## ورزش
باشگاه ورزشی محلی، باشگاه ورزشی اورتاکوی است.